# Cooper Woods
Cooper Woods-Topalovic (ur. 7 września 2000 w Merimbuli) – australijski narciarz dowolny specjalizujący się w jeździe po muldach, olimpijczyk z Pekinu 2022.

## Udział w zawodach międzynarodowych
| Impreza            | Rok  | Gospodarz | Konkurencja    | Miejsce |                      |      |       |       |    |
| ------------------ | ---- | --------- | -------------- | ------- | -------------------- | ---- | ----- | ----- | -- |
| Impreza            | Rok  | Gospodarz | Konkurencja    | Miejsce | Igrzyska olimpijskie | 2022 | Pekin | muldy | 6. |
| Mistrzostwa świata | 2021 | Ałmaty    | muldy          | 15.     |                      |      |       |       |    |
| Mistrzostwa świata | 2021 | Ałmaty    | muldy podwójne | DNF     |                      |      |       |       |    |